# Николо-Погорелое
 Николо-Погорелое — деревня в Смоленской области России, в Сафоновском районе. Расположена в центральной части области в 22 км к северо-востоку от Сафонова, на правом берегу реки Днепр, в 6,5 км к северу от автомагистрали М1 «Беларусь». Административный центр Николо-Погореловского сельского поселения.

## История
В селе Николо-Погорелое тогда Дорогобужского уезда а ныне Сафоновского района в 1751—1756 годах на средства ротмистра Петра Алексеевича Лыкошина был построен каменный храм Святителя Николая Чудотворца. В 1802 году к храму был достроен теплый придел в честь Всех Святых. До настоящего времени сохранились лишь фундамент и часть северной стены. В 1764 году Лыкошин продал свою усадьбу в Николо-Погорелом купцу Ивану Сидоровичу Барышникову, который оформил сделку на имя Ивана Григорьевича Орлова. В 1777 году Богдан Васильевич Лыкошин, владевший имением в деревне Дыхлово, рядом с Николо-Погорелым, был предводителем дворянства Дорогобужского уезда. 
Владелицей усадьбы в Николо-Погорелое в конце XIX века была жена действительного тайного советника Черкасова Мария Васильевна.

## Достопримечательности
- Обелиск на братской могиле 421 советского воина, погибших в 1941—1943 гг.[4]
- Памятник с бронзовым бюстом учительнице-партизанке Е. П. Марченковой, погибшей в 1942 г.[4][5]
- Мемориальная доска А. Н. Энгельгардту[5].
- Руины архитектурных памятников, построенных по проекту М. Ф. Казакова, нач. XIX в.[6][7]